# 丘茧兰属
丘茧兰属（学名：Ada），别名爱达兰属，在园艺贸易中缩写为Ada，是兰科的一个属，共有16个种，模式种为Ada aurantiaca。现并入長萼蘭屬（Brassia R.Br.）。
它们是附生或岩生兰花，原产于尼加拉瓜到南美洲北部，沿着安第斯山脉到玻利维亚。它们生长在海拔较高的潮湿山地森林中，海拔在650到2700米之间，但大多数在1800到2200米之间。
丘茧兰属使用“伪寄生”方法（通过模仿宿主）来吸引寄生虫传粉者。
这种植物不容易培养，因为他们的要求很高。

## 描述
披针形的叶子以两列对生，长度为20厘米，长在最大长度为10厘米的假鳞茎上。叶状叶鞘发育良好。
下垂且色彩鲜艳的花序不会长在叶子上方。它们最多可开出15朵具有芳香的花朵，于1月到4月开花。颜色可以从白到绿和橙色。花被窄而尖，萼片和花瓣几乎相似。花苞片大而膨胀。
它的唇瓣反曲，具有由两个板块组成的基部隆起。它通常以两个牙齿状的隆起结束。

## 下属物种
该属共有16个种如下：
- Ada allenii
- Ada andreettae
- Ada aurantiaca
- Ada bennettiorum
- Ada brachypus
- Ada chlorops
- 雅致垂芳兰 Ada elegantula
- Ada escobariana
- Ada farinifera
- Ada glumacea
- Ada keiliana
- Ada mendozae
- Ada ocanensis
- Ada peruviana
- Ada pozoi
- Ada rolandoi